# Rachel Boyer
Rachel Boyer, née Adolphine Marie Andréa Rachel Boyer le 11 octobre 1864 à Nevers et morte le 11 août 1935 à Neuilly-sur-Seine, est une actrice et philanthrope française, pensionnaire de la Comédie-Française.

## Biographie
Fille de Adolphe Joseph Boyer, négociant en vins, et de son épouse Marie-Victorine Alfroy, Rachel Boyer voit le jour à Nevers le 11 octobre 1864. Elle est la sœur aînée de l'artiste peintre Claude Marlef (née Andréa Joséphine), qui la représente à plusieurs reprises,.
Elle se présente en 1880 au concours d'entrée du Conservatoire national de musique et de déclamation et choisit de présenter un extrait du rôle de Nérine dans Le Joueur, comédie de Jean-François Regnard. De 1880 à 1883, Rachel Boyer est élève du conservatoire, où elle est admise dans la classe de Edmond Got, doyen de la Comédie-Française. Elle est récompensée par un second prix de comédie en juin 1883 pour le rôle de Dorine dans Le Tartuffe de Molière.

### Carrière au théâtre
Rachel Boyer fait ses débuts sur la scène du théâtre de l'Odéon le 24 septembre 1883 pour le rôle de Toinette dans Le Malade imaginaire de Molière. Elle y fait trois saisons et interprète le plus souvent des rôles de soubrette, même si on lui confie quelques créations dans Conte d'Avril d'Auguste Dorchain, d'après l’œuvre de William Shakespeare et Feu de Paille de Émile Guiard.
« C'est encore mademoiselle Rachel Boyer qui a eu les honneurs de la soirée. Elle a dit tout le récit de Zerbinette avec la gaieté éclatante que demande ce rôle. Elle fait plaisir à voir, tant le visage est aimable, et jamais le mot rire « à belles dents » n'a été plus juste qu'en s'adressant à elle. On l'a beaucoup et très justement applaudie. » écrit le critique dramatique Francisque Sarcey, à propos d'une représentation des Fourberies de Scapin au théâtre de l'Odéon en 1883.
Rachel Boyer est engagée en 1887 à la Comédie-Française, où elle reprend en septembre le rôle de Lisette dans la pièce de Jean-François Regnard, Le Légataire universel. La critique de Francisque Sarcey du 5 décembre 1887 dans Le Temps est pourtant mitigée.
Pour la Comédie-Française, elle crée plusieurs rôles : dans Margot de Alfred de Musset (1890), Par le glaive de Jean Richepin (1892), La Femme de Tabarin de Catulle Mendès (1894), Don Quichotte également de Jean Richepin (1905), Le Ménage de Molière de Maurice Donnay (1912)... Le costumier Charles Bianchini dessine le costume que porte Rachel Boyer dans le rôle de Bettina dans Par le Glaive. Une maquette de ce dessin est conservée aux archives de la Comédie-Française et l'actrice est immortalisée dans ce rôle par l'Atelier Nadar.
Son rôle le plus important est celui de Dulcinée dans Don Quichotte, rôle qui lui vaut de figurer sur la couverture du journal illustré Le Théâtre de décembre 1905.
À partir de 1900, elle parait de moins en moins sur scène, et arrête définitivement sa carrière en 1918, à l'âge de 54 ans.

### Vie mondaine et philanthropie
En 1895, elle s'installe dans un hôtel particulier de Neuilly-sur-Seine, au 27 boulevard d'Inkermann, hôtel aujourd'hui disparu. Elle y reçoit de nombreuses personnalités politiques et du monde des arts, parmi lesquels : Louis Mourier, Louis Barthou, Georges Clemenceau, Raymond et Henriette Poincaré, Marcel Proust, Nijinski, Isadora Duncan, Loïe Fuller, Sarah Bernhardt, Cécile Sorel, Rose Caron, Berthe Cerny, Béatrix Dussane, Alfred Roll... Personnalités avec qui Rachel Boyer entretient une importante correspondance.
Au mois de janvier 1913, elle fait l'acquisition du château de Brécy (Creully-sur-Seulles).
En 1913, elle fonde l'Union des Arts, future Fondation Rachel Boyer, une association philanthropique visant à aider les artistes dans le besoin, qu'elle dote d'un capital de 100,000 francs or. Le siège de l'Union, ainsi que ses ateliers, sont installés dans un hôtel particulier au 27 boulevard d'Inckermann à Neuilly-sur-Seine. Différents comités en assurent le fonctionnement, la publicité et le patronage. De nombreuses personnalités politiques, mondaines et artistiques de l'époque font partie de ces comités : Aristide Briand, Georges Clemenceau, Anatole France, Camille Saint-Saëns, Maurice de Féraudy, la duchesse d'Uzès, la comtesse de Noailles, Lucien Muratore, Pierre Loti, Auguste Rodin, Gabriel Fauré, Henri Bergson, Edmond Rostand, Sacha Guitry, Berthe Cerny, Julia Bartet, Marie Leconte, Léon Bonnat... Il faut avoir fréquenté assidûment cette demeure au temps où l'habitait en pleine santé l'inégalable animatrice pour comprendre que l'expression d'entreprise de charité n'est pas exagérée note Miguel Zamacoïs dans son livre de souvenirs Pinceaux et Stylos.
L'Union des Arts, outre les cotisations de ses membres et de ses bienfaiteurs, tire l'une de ses sources de financement de la publicité. En effet, elle sert d'intermédiaire unique entre les artistes adhérents et les annonceurs, fixant les sommes pour la prestation des artistes. L'Union des arts est reconnue d’utilité publique par un décret du 23 avril 1914. Rachel Boyer contribue également au fonctionnement de l'Orphelinat des Arts, fondé en 1880, et dont elle est élue présidente à l'honneur en 1931.

### La Première Guerre mondiale
Rachel Boyer continue son action tout au long de la guerre et fait de nombreux dons en son nom propre ou au nom de l'Union des arts. L'Union vend au profit des poilus et de leurs familles des objets (bagues, briquets, presse-papier…) qu'ils ont réalisés dans les tranchées avec des matériaux de récupération. Après une année financièrement difficile en 1916, l'Union survit grâce à une souscription et à l'aide de Sarah Bernhardt qui, en tournée américaine, promet d'intéresser des bienfaiteurs américains (lettre du 30 décembre 1916 publiée dans la presse). En 1917, une section américaine à l'Union des arts est fondée, grâce à l'aide de la maison Cartier qui en assure la publicité.

### Après la guerre
À partir de 1918, Rachel Boyer assure avec l'Union des arts la publicité du château de Malmaison, dont le conservateur, Jean Bourguignon, souhaite rajeunir l'image, compléter les collections et relancer les expositions (lettre du 10 mars 1918).
En 1921, à la suite de la donation d'une rente aux musées nationaux, Rachel Boyer institue avec l'aide de Jean d'Estournelles de Constant, directeur des Musées nationaux, le premier cours d'histoire de l'art public et gratuit au sein de l’École du Louvre. À partir de 1934, ces cours intitulés « Le quart d'heure de l'histoire de l'art » sont diffusés par Radio Tour Eiffel. Les cours Rachel Boyer existent toujours aujourd'hui, sous le nom de « cours du soir d'initiation à l'histoire de l'art ».
Rachel Boyer multiplie les activités au profit de l'Union des arts ou de l'Orphelinat des arts : création d'une eau parfumée et de fleurs artificielles réalisées par les artistes dans l'hôtel du boulevard d'Inckermann, vente de désignoscopies, organisation d’événements variés… « Chaque année, l'Union des arts distribue plus de 100.000 francs de secours divers alors que ses frais généraux n'excèdent pas 10.000 francs. »
Rachel Boyer meurt le 11 août 1935, des suites d'un accident le mois précédent. Elle est inhumée au cimetière ancien de Neuilly-sur-Seine (division 8).
Sacha Guitry lui succède à la tête de l'Union des arts.

## Distinctions
- Médaille de la Reconnaissance française (échelon or) (1919)
- Médaille d'honneur de la mutualité (échelon or) (1920)
- Officière de la Légion d'honneur. Rachel Boyer est nommée chevalier de la Légion d'honneur le 30 septembre 1920, puis promue au grade d'officier le 29 mars 1930[1].

## Galerie

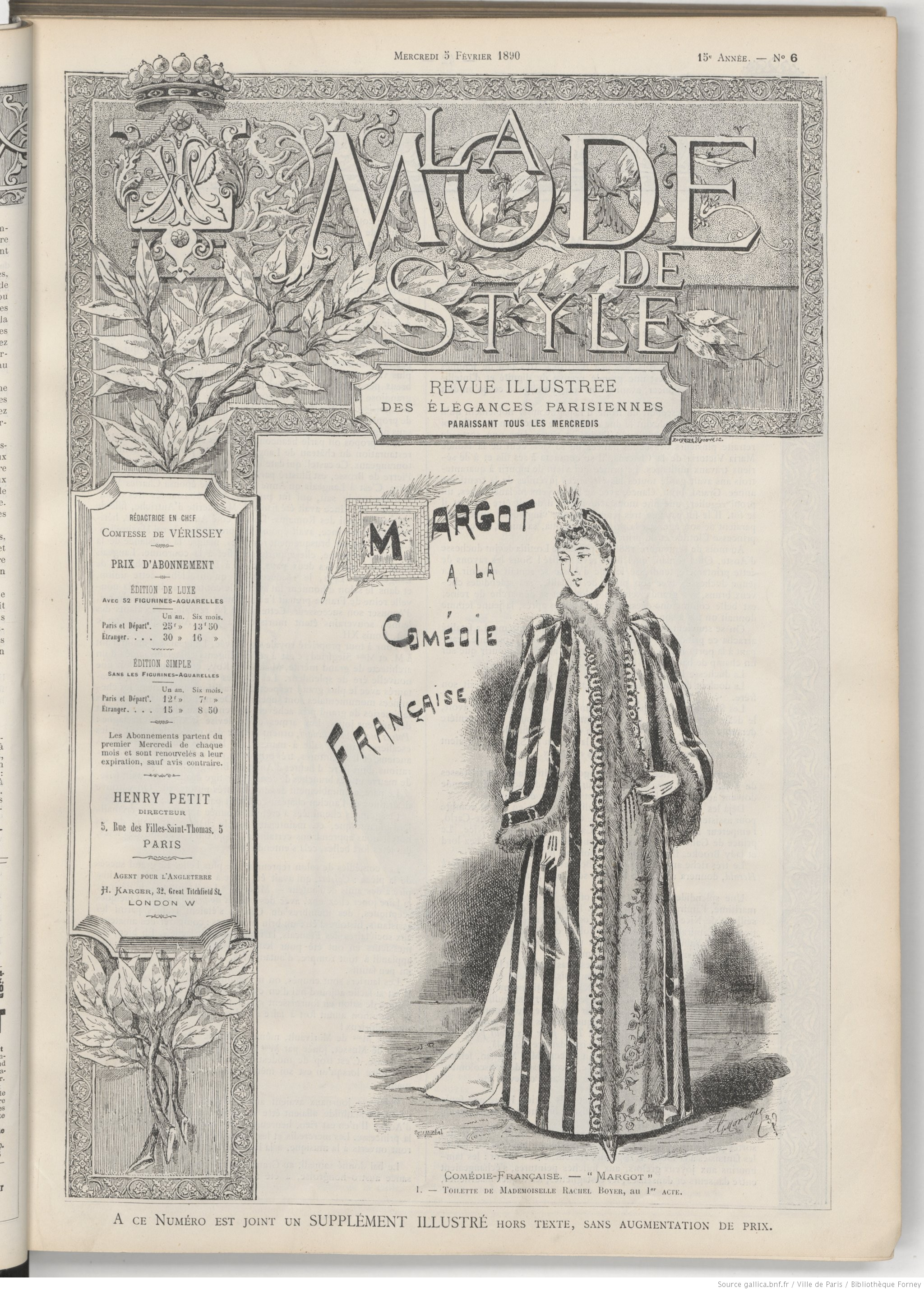
Costume de Rachel Boyer dans Margot, 1890.
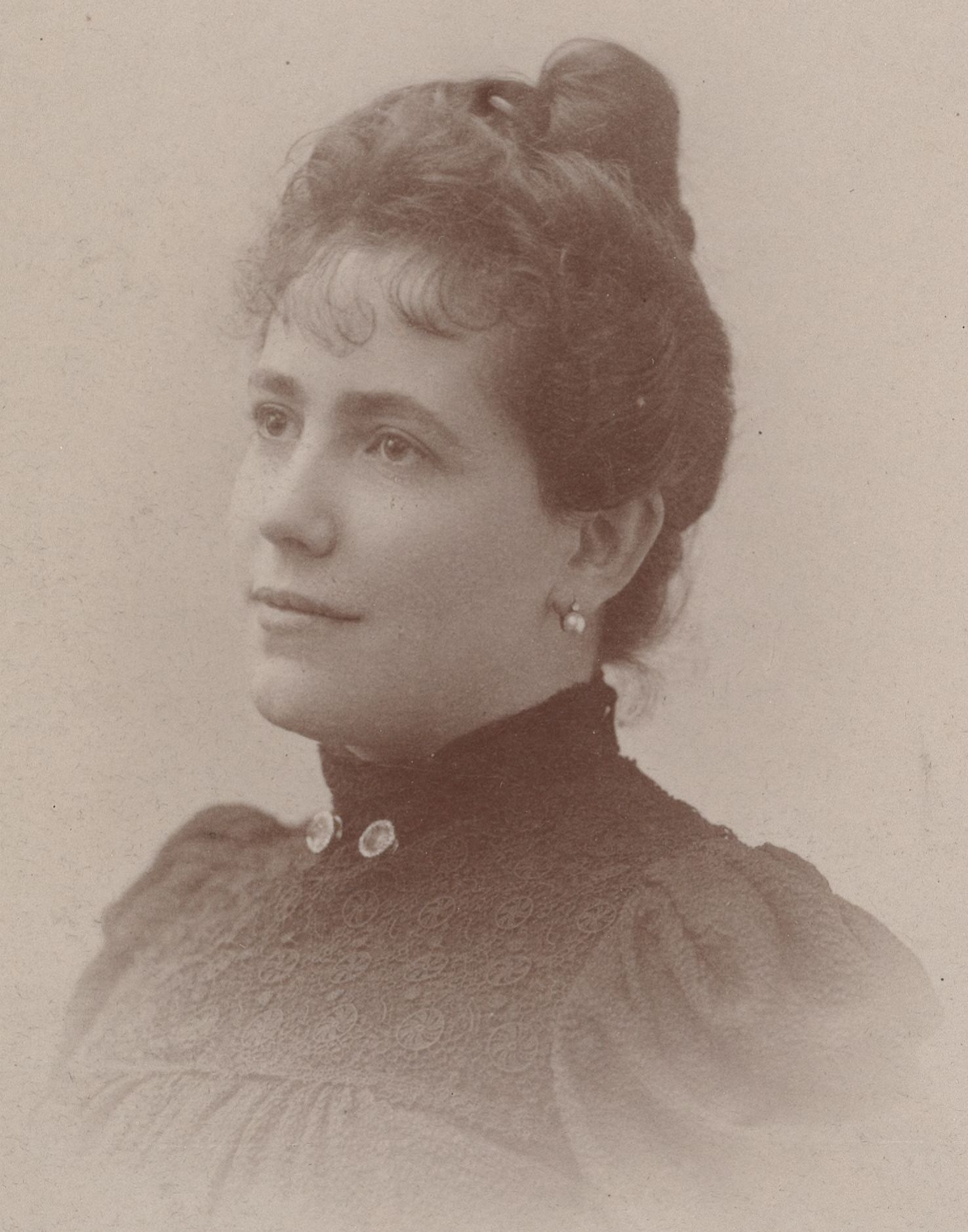
Portrait de Rachel Boyer par l'Atelier Nadar, entre 1875 et 1895.
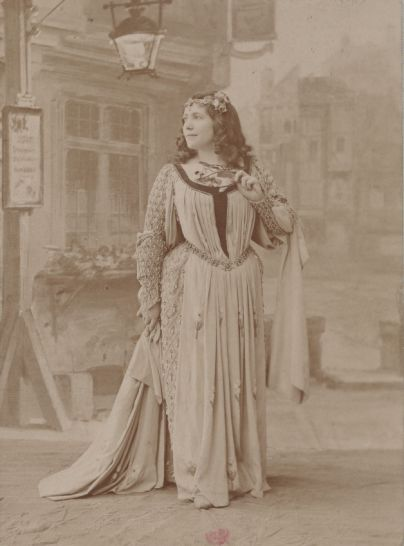
Rachel Boyer par l'Atelier Nadar, dans Par le Glaive, 1892.
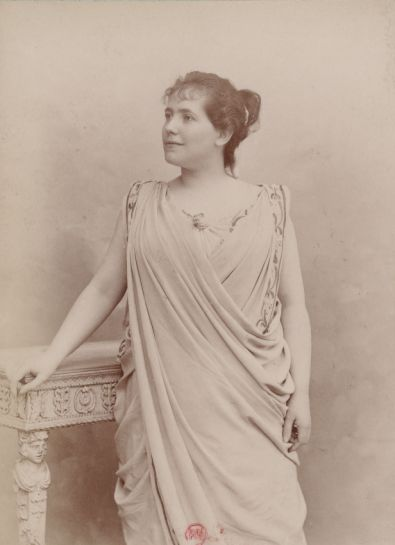
Rachel Boyer par l'atelier Nadar dans Par le Glaive, 1892.
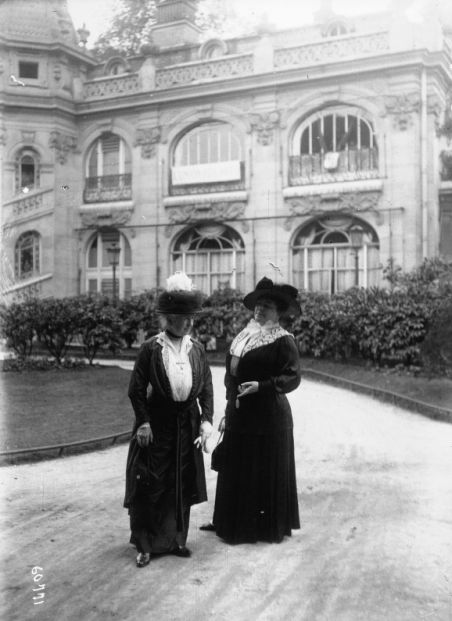
La duchesse d'Uzès et Rachel Boyer, 1916.
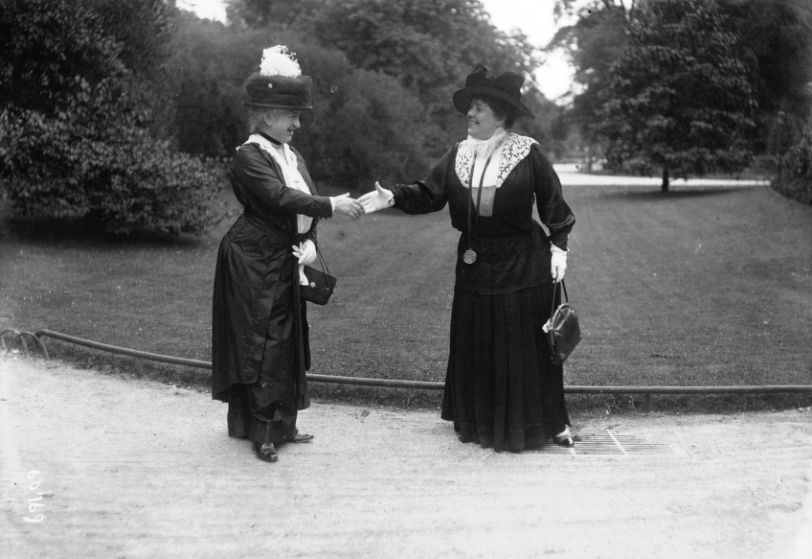
La duchesse d'Uzès et Rachel Boyer, 1916.
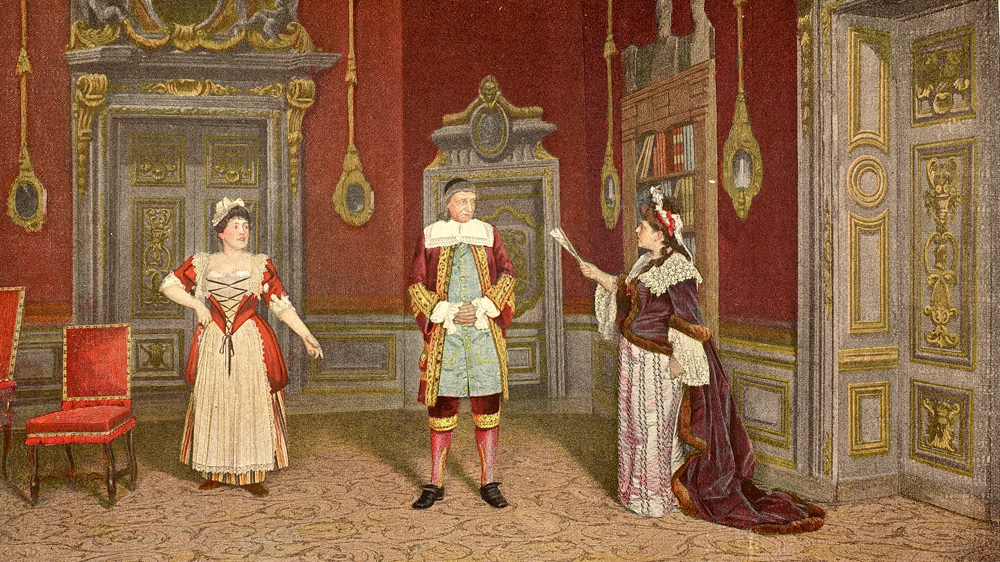
Rachel Boyer, Louis Leloir et Blanche Pierson dans Les Femmes savantes gravure publiée dans la presse en 1897.

## Liste des rôles interprétés

### Au théâtre de l'Odéon
- 1883 : Le Malade imaginaire, Molière : Toinette
- 1883 : Le Médecin malgré lui, Molière : Jacqueline
- 1883 : Le Tartuffe, Molière : Dorine
- 1883 : Le Dépit amoureux, Molière : Marinette
- 1883 : Le Légataire universel, Jean-François Regnard : Lisette
- 1883 : Les Fourberies de Scapin, Molière : Zerbinette
- 1884 : Les Femmes savantes, Molière : Martine
- 1884 : Le Jeu de l'amour et du hasard, Marivaux : Lisette
- 1884 : Le Voyage à Dieppe, Alexis Wafflard et Fulgence de Bury : Félicité
- 1885 : Feu de paille, Emile Guiard : Laure (création)
- 1885 : L'École des bourgeois, de Léonor Soulas d'Allainval : Marton
- 1885 : Les Folies amoureuses, Jean-François Regnard : Lisette
- 1885 : Première ivresse, Paul Bilhaud : Emma (création)
- 1885 : Le Menteur, Pierre Corneille : Sabine
- 1885 : Conte d'avril, Auguste Dorchain d'après William Shakespeare : Jacinta (création)
- 1886 : Un Fils de famille, Bayard et Bieville : Pomponne
- 1886 : L’Épreuve, Marivaux : Lisette
- 1886 : L'illusion comique, Pierre Corneille : Lyse
- 1886 : Le privilège de Gargantua, Grandvallet et Truffier : Isabeau
- 1886 : Chez la Champmeslé, Bertha Galeron et Ernest de Calonne : Madelon
- 1886 : Le Lion amoureux, François Ponsard : Cérès
- 1887 : Amphitryon, Molière : Cléanthis
- 1887 : Les Précieuses ridicules, Molière : Madelon

### À laComédie-Française
- 1888 : Le Mercure galant ou La Comédie sans titre, Edme Boursault : Lisette
- 1889 : La Revanche d'Iris, Paul Ferrier : Iris
- 1890 : Margot, Alfred de Musset : Adèle
- 1890 : Maître Guérin, Émile Augier : Françoise
- 1890 : Attendez-moi sous l'orme, Jean-François Regnard : Lisette
- 1891 : L’École des femmes, Molière : Georgette
- 1891 : Sganarelle, Molière : Madame Sganarelle
- 1892 : Par le glaive, Jean Richepin : Bettina (création)
- 1892-1893 : Athalie, de Jean Racine : Agar
- 1893 : La belle Saïnara, Ernest d'Hervilly : Thaï-Phoon
- 1894 : La femme de Tabarin, Catulle Mendès : Francisquineb
- 1897 : La Vie de bohême, Théodore Barrière et Henry Murger : Phénice
- 1900 : Le Dîner de Pierrot, Bertrand Millanvoye : Colombine
- 1902 : Mademoiselle de Belle-Isle, Alexandre Dumas : Mariette
- 1903 : Les affaires sont les affaires, Octave Mirbeau : La femme du juge de paix (création)
- 1905 : Don Quichotte, Jean Richepin : Aldonza Lorenzo, Dulcinée (création)
- 1906 : Le Menteur, Pierre Corneille : Isabelle
- 1908 : Agnès mariée, Maurice Allou : Georgette (création)
- 1911 : Monsieur Purgon, Gabriel Montoya : Laforest (création)
- 1911 : Gribouille, Paul Souchon et André Avèze : Margotte (création)
- 1912 : Le Ménage de Molière, Maurice Donnay : Catherine (création)

## Exposition
« Rachel Boyer : comédienne et philanthrope : 1864-1935 », École du Louvre, Paris, avril 1994. Exposition organisée à l'initiative et sous la direction de Claudette Joannis.